# Macroscelides micus
Macroscelides micus é uma espécie de musaranho-elefante da família Macroscelididae. Só é encontrado em planícies de cascalho na formação Etendeka do noroeste da Namíbia. Medindo cerca de 19 cm de comprimento e pesando menos de 28 gramas, é a menor espécie de musaranho-elefante da família.

## Descrição
Macroscelides micus é o menor musaranho-elefante conhecido. Sua forma do corpo se assemelha ao de um rato de nariz comprido. No entanto, como um membro da superordem Afrotheria, na verdade é mais estreitamente relacionado com os elefantes e peixes-boi do que os ratos. Tem pelagem rosada e avermelhada que ajuda a se camuflar contra as rochas vulcânicas do seu ambiente. Tem pernas longas e finas em relação ao seu corpo.
Macroscelides micus não escava tocas ao invés disto, dorme em arbustos. Utiliza seu longo nariz para caçar insetos terrestres. Algumas espécies de musaranho-elefante são conhecidos por serem monogâmicos e tem apenas um companheiro para o resto da vida. Não se sabe se este é o caso do Macroscelides micus. Os filhotes de Macroscelides micus, que geralmente nascem como gêmeos, são capazes de correr a partir do nascimento.

## Descoberta e identificação
Macroscelides micus foi detectado pela primeira vez como uma amostra incomum (coletado em 2006) entre uma coleção de musaranhos elefante armazenados na California Academy of Sciences, a sua pelagem avermelhada distinguindo-o de outros espécimes. Os testes genéticos sugerem que era uma espécie distinta, mas foi necessário uma evidência adicional para confirmar os resultados. Dumbacher et al. viajou para o deserto do Namibe nove vezes ao longo de vários anos, onde eles colocaram armadilhas com manteiga de amendoim, aveia, e Marmite. Um total de 21 amostras de musaranho-elefante foram obtidas, 15 dos quais pertenciam às novas espécies.
Em 2014, Dumbacher et al. formalmente descreveu Macroscelides micus como uma nova espécie. O nome específico vem do mikros em grego, que significa pequeno. A equipe científica especulou as espécies que não haviam sido identificadas, porque tem uma pequena área remota que é difícil de alcançar.

## Espécies relacionadas
Macroscelides micus é simpátrico com o Macroscelides flavicaudatus, mas permanece física e geneticamente distinguível a partir dele. O estudo, que primeiro identificou Macroscelides micus não encontrou evidências do fluxo genético ou cruzamento entre as populações. Além disso, as espécies vivem em diferentes habitats. Macroscelides micus é encontrado entre o cascalho nas bases dos morros e montanhas, em áreas de baixa altitude da formação geológica Etendeka; Macroscelides flavicaudatus é encontrado entre depósitos sedimentares e vales de rios em Outliers Awahab.
Macroscelides micus não se sobrepõe geograficamente ao Macroscelides proboscideus. Uma análise de probabilidade máxima de quatro genes de filogenia computacional indicaram que Macroscelides proboscideus e o Macroscelides flavicaudatus são espécies irmãs, com o Macroscelides micus sendo o menos intimamente relacionado.
Os autores também explicaram várias limitações e confusões envolvendo um relatório enigmático do Macroscelides melanotis (Ogleby 1838), cujo tipo de espécime não estava disponível para testes de DNA e tinha uma aparência "não natural". Recomendando Macroscelides melanotis seja tratado como um nomen dubium, expressaram dúvidas de que as características descritas foram consistentes com o Macroscelides micus: "A cor no peito era informada como pálida, marrom avermelhado não é visível na amostra, nem o abdômen é branco".